# Rauda
Rauda ist eine Gemeinde im Nordosten des Saale-Holzland-Kreises in der Nähe von Eisenberg und Teil der Verwaltungsgemeinschaft Heideland-Elstertal-Schkölen.

## Geografie
Der Ort befindet sich am gleichnamigen Bach Rauda, der bei Hermsdorf entspringt und östlich des Ortes bei Crossen in die Weiße Elster mündet. Ein Stück westlich des Ortes befindet sich der nördliche Einstieg ins Eisenberger Mühltal.

Angrenzende Gemeinden sind die Stadt Eisenberg, Hartmannsdorf (bei Eisenberg), Heideland und Silbitz (OT Seifartsdorf).

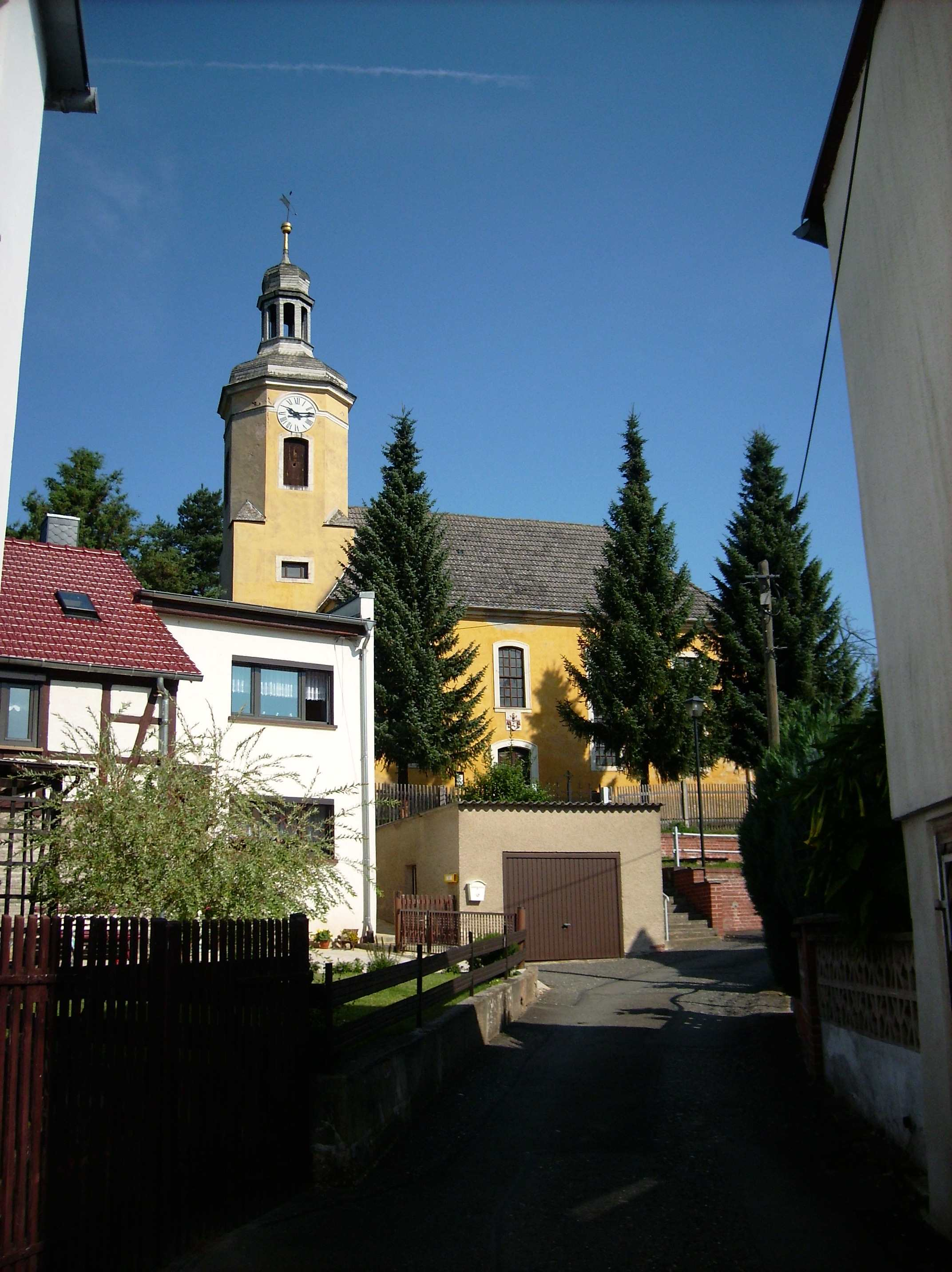
Dorfkirche

## Geschichte
Im September 1219 wurde Rauda urkundlich erstmals erwähnt. Der Ort gehörte zum wettinischen Kreisamt Eisenberg, welches aufgrund mehrerer Teilungen im Lauf seines Bestehens unter der Hoheit verschiedener Ernestinischer Herzogtümer stand.
Auf dem Grundstück Nr. 55 errichtete man ab 1611 ein Kupfer-Hammerwerk. Es stand in der DDR-Zeit unter Denkmalschutz als technisches Denkmal und existierte noch um 1970. Ein Eisen-Hammerwerk im Ort war vor dem Ersten Weltkrieg eingegangen. Beide Hammerwerke wurden von der Rauda angetrieben. Ab 1685 hatte Herzog Christian von Sachsen-Eisenberg u. a. im Mühltal nach Erz schürfen lassen. Letztlich wurden die Bergbauversuche eingestellt. In Rauda erinnern noch die „Berghäuser“ an diese unrentablen Bergbauversuche.
Um 1980 scheint das Kupfer-Hammerwerk nicht mehr bestanden zu haben, denn eine Neuauflage eines Wanderheftes erwähnt das technische Denkmal nicht mehr.
Heute (2025) existiert ein Modell des Raudaer Kupferhammers im Mühltalmuseum der Naupoldsmühle im Eisenberger Mühltal.
1826 kam der Ort mit dem Südteil des Kreisamts Eisenberg und der Stadt Eisenberg vom Herzogtum Sachsen-Gotha-Altenburg zum Herzogtum Sachsen-Altenburg. Ab 1920 gehörte er zum Freistaat Thüringen.
In der DDR-Zeit wurde in Rauda und im benachbarten Kursdorf Obst und Gemüse angebaut.
1880 erfolgte in Rauda der Anschluss an die Bahnstrecke Crossen–Eisenberg, die 1905 bis Porstendorf verlängert wurde. 1999 wurde der Verkehr auf dem verbliebenen Reststück Crossen–Eisenberg eingestellt. Auf der ehemaligen Bahntrasse befindet sich nun ein Radweg, der von Eisenberg durch Rauda zum Elster-Radweg führt.

## Einwohnerentwicklung
| - 1994 - 402 - 1995 - 401 - 1996 - 398 - 1997 - 384 - 1998 - 383 - 1999 - 383 | - 2000 - 381 - 2001 - 365 - 2002 - 365 - 2003 - 361 - 2004 - 350 - 2005 - 346 | - 2006 - 329 - 2007 - 325 - 2008 - 312 - 2009 - 298 - 2010 - 298 - 2011 - 298 | - 2012 - 298 - 2013 - 292 - 2014 - 291 - 2015 - 295 - 2016 - 297 - 2017 - 296 | - 2018 - 301 - 2019 - 299 - 2020 - 302 - 2021 - 294 |

 Datenquelle: Thüringer Landesamt für Statistik
Um 1980 hatte Rauda etwa 540 Einwohner.

## Persönlichkeiten

### Christian Friedrich Theil, „der Philosoph von Rauda“

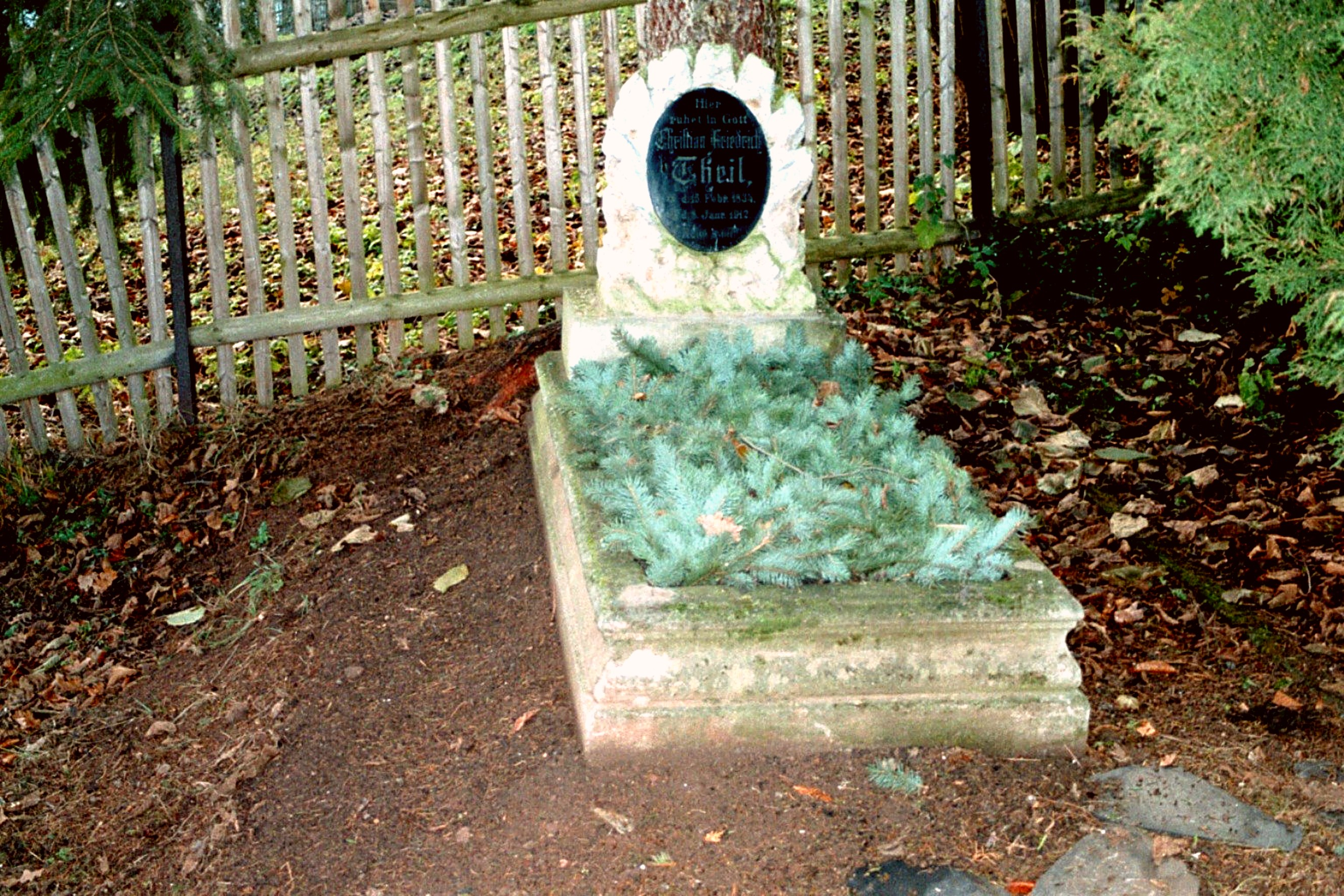
Theil's Grab bei der Dorfkirche (2004)

Vor dem Ersten Weltkrieg wohnte Christian Friedrich Theil (Lebensdaten: 1834-1912) in Rauda. Er war ein bescheidener aber gebildeter Mann, den man auch den „Philosoph von Rauda“ nannte. Er hatte autodidaktisch Kenntnisse in vielen Altsprachen erworben. Er entzifferte Keilschrift und Altägyptisch und korrespondierte zu seinen Erkenntnissen mit namhaften Gelehrten. Sein kleines Häuschen stand ursprünglich anstelle der heutigen Hausnummer 72 (Fam. Leonhardt).
Sein Grab befindet sich – als einziges hier erhaltenes Grab (im alten Friedhofsbereich) – unmittelbar nahe bei der Dorfkirche (Stand 2025).